# Friedrich Tete Harens Tetens
Friedrich Tete Harens Tetens (* 19. Februar 1899 in Berlin als Fritz Tete Harens Tetens; † Februar 1976 in Hackensack, Bergen, New Jersey, USA) war ein deutscher investigativer Journalist.

## Leben
Friedrich Tete Harens Tetens, Sohn des Entomologen Tete Harens Hermann Tetens (1849–1913), lebte seit 1933 in Caputh. 1927 gab er die Deutsche Tabak-Zeitung, eine Handelszeitschrift der Deutschen Tabakindustrie, in Eberswalde heraus.
Tetens warf später den Reemtsma Cigarettenfabriken und ihrem Inhaber Philipp Fürchtegott Reemtsma politische Korruption vor. In den Ausgaben 5 und 13 der Wochenzeitschrift Die Weltbühne von 1932 wurden seine Artikel System Reemtsma und Reemtsma kauft veröffentlicht.
Franz Schroeder, Staatssekretär im Preußischen Finanzministerium, und Ministerialdirektor Friedrich Ernst klagten daraufhin gegen Die Weltbühne wegen Verleumdung. Carl von Ossietzky erklärte am 21. November 1932 dem Gericht, das die Klage des Reichsfinanzministeriums gegen ihn und Tetens wegen Beamtenbeleidigung verhandelte, dass die beiden Artikel „auf gutgläubig entgegengenommenem Material“ beruhen. Da die von Tetens erhobenen Vorwürfe unbegründet seien, nehme er daher „die gegen das Reichsfinanzministerium und gegen die Herren Ministerialdirektor Ernst und Präsident Schröder erhobenen Vorwürfe mit dem Ausdruck des Bedauerns zurück“.
Mit dem Auftrag zur Regierungsbildung und Machtergreifung wurde Tetens in das KZ Oranienburg und die Justizvollzugsanstalt Potsdam eingewiesen. 1934 entwich er nach Basel, wo er bei der linksliberalen National-Zeitung beschäftigt wurde. 1936 wurde er Korrespondent in Buenos Aires. Während seines zweijährigen Aufenthalts in Argentinien sammelte er Informationen über die Nazi-Einflüsse in Lateinamerika. Während der Friedenskonferenz zum Chacokrieg lernte er Spruille Braden kennen, der ihm einen Broterwerb als Lateinamerikaberater von Cordell Hull vermittelte. In den 1930er Jahren schrieb er politische Traktate wie „Wohin Hitler“ und „Christentum, Bolschewismus und Hitlerismus.“ 1939 siedelte er sich in New York City an, wo er für Bernard Baruch und Friedrich Wilhelm Foerster forschte. Er versuchte die US-Armee von der Gefährlichkeit Hitlers zu überzeugen.
Im April 1944 engagierte er sich mit Friedrich Wilhelm Foerster in der Society for the Prevention of World War III. Eine, von Victor F. Ridder, dem damaligen Verleger der New Yorker Staats-Zeitung angestrengte Verleumdungsklage konnte Louis Nizer 1945 abwehren. Von 1945 bis 1946 richtete Tetens mit Foerster eine „Library on Germanic and Related International Problems“ an der Columbia University ein.
Tetens lebte in New York, Cooperstown (New York) und New Jersey. Er hielt Reden und schrieb unter dem Pseudonym „Anton Pettenkofer“ über Nationalsozialismus, Pangermanismus und Militarismus.

## Schriften
- Hitlers „Mein Kampf“. 10 Folgen, in BNZ, 1935 (über die deutschen Welteroberungspläne)
- mit Emil Ludwig: Know Your Enemy! 1944
- Germany Plots with the Kremlin, 1953
- The New Germany and the Old Nazis, 1961[8]

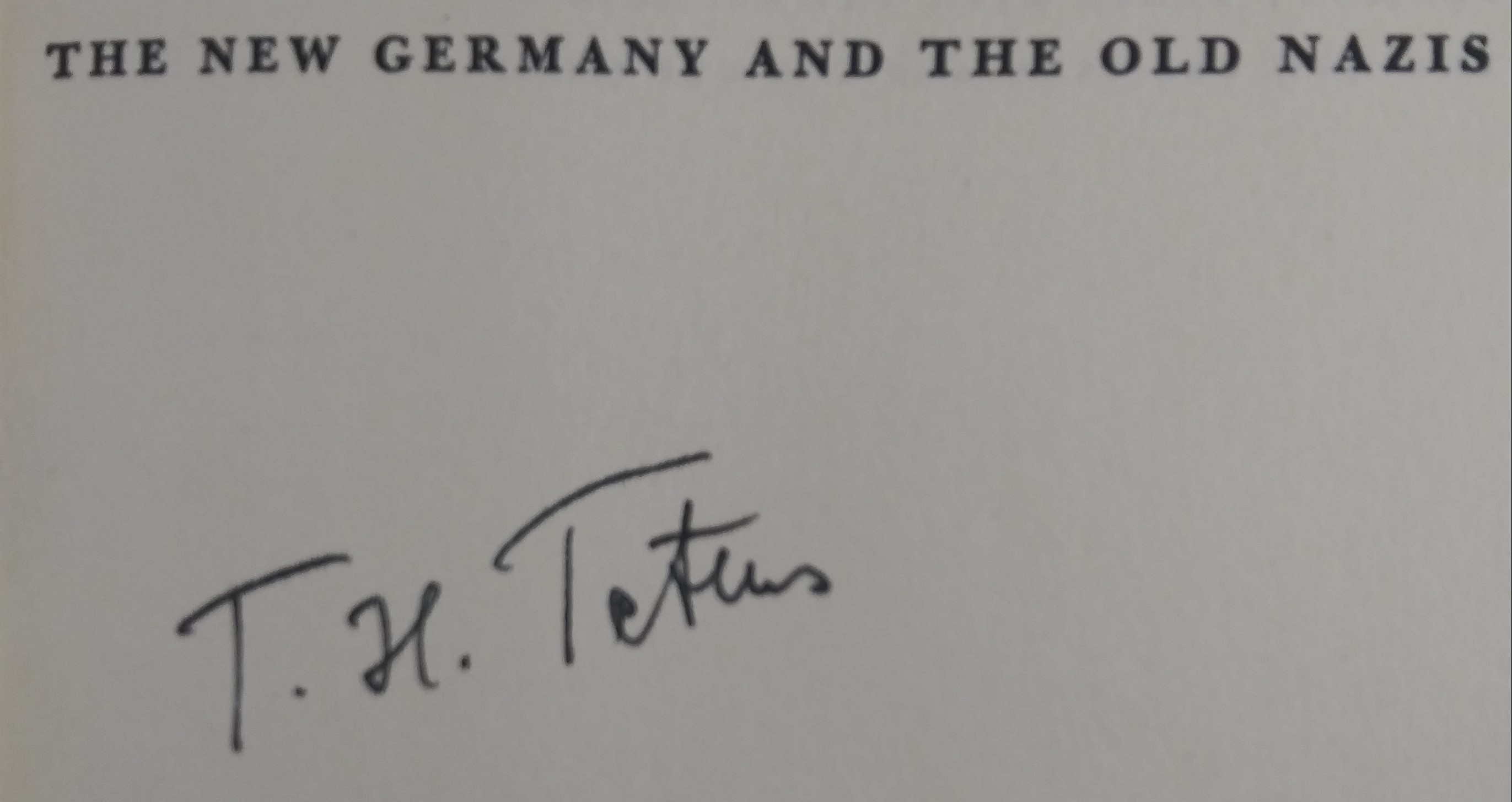
The New Germany and the Old Nazis vom Autor signiert